# Finale Marina
Finale Marina o Finalmarina è uno dei tre nuclei urbani formanti il comune ligure di Finale Ligure, in provincia di Savona. Fino al 1927 comune autonomo, fu in seguito accorpato a Finale Pia e Finalborgo per costituire l'odierno comune di Finale Ligure.
Il borgo è situato lungo la fascia del litorale costiero sabbioso, approssimativamente tra la foce del torrente Pora e piazza Oberdan. Il nucleo, nonostante le trasformazioni ed espansioni edilizie degli ultimi decenni, ha mantenuto gli antichi elementi di interesse urbanistico, monumentali e storici.

## Storia
Già sede di insediamenti di epoca imperiale romana e dell'alto medioevo, il principale nucleo storico si sviluppò attorno alla chiesa matrice di San Giovanni Battista e ancor di più espanse dopo il periodo delle incursioni piratesche saracene, nonostante le limitazioni imposte tra il 1250 e il 1252 dagli statuti regolamentari del Marchesato di Finale.
A partire dalla seconda metà del XVI secolo Finale Marina conobbe i periodi di massima espansione, con un importante sviluppo del commercio e dell'economia, divenendone il centro commerciale principale del marchesato dei Del Carretto e ancora con la dominazione degli spagnoli che della Repubblica di Genova.
Nel 1927 il comune di Finalmarina venne fuso con i comuni di Finalborgo e Finalpia, formando il comune di Finale Ligure.

### Simboli
Quando era comune autonomo aveva un proprio emblema.
(Antonio Manno, Bibliografia storica degli Stati della monarchia di Savoia, 1893)

## Monumenti e luoghi d'interesse

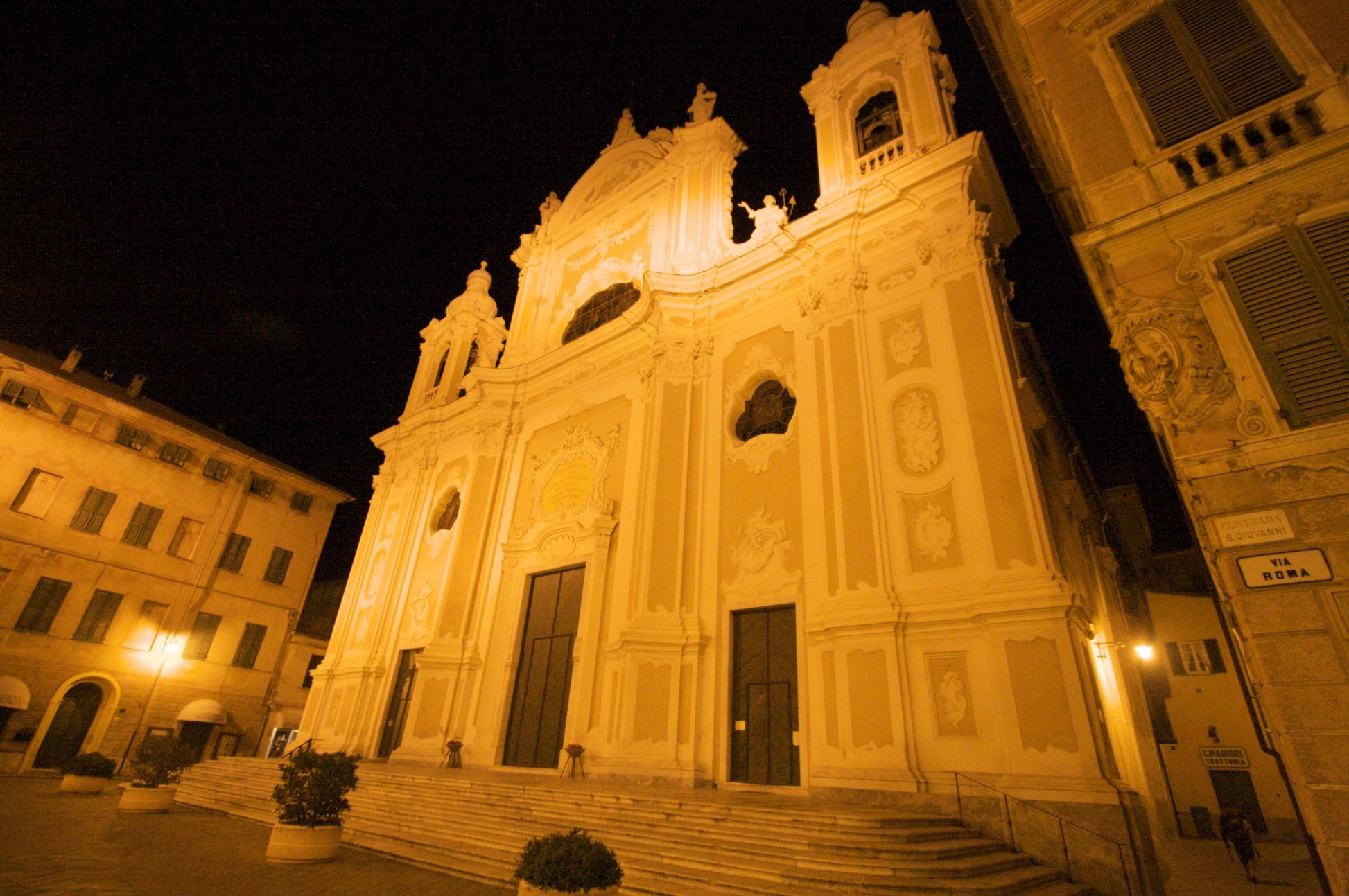
La Collegiata di San Giovanni Battista in notturna

### Architetture religiose
- Collegiata di San Giovanni Battista, imponente parrocchiale che sorge nel borgo storico di Finale Marina.

### Architetture civili

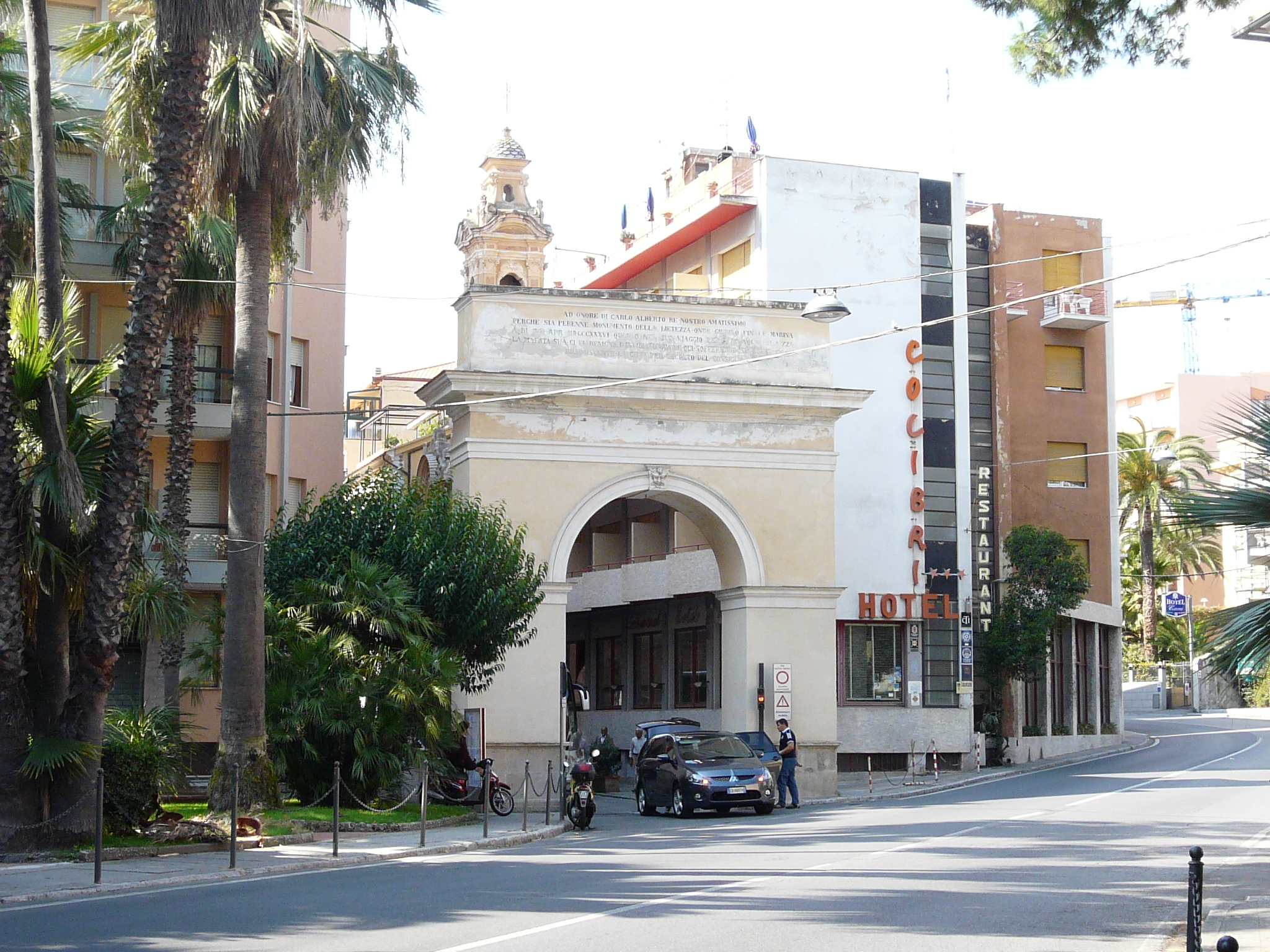
L'arco dedicato a Carlo Alberto di Savoia

- Palazzi Ferri e Mendaro, sul lato a monte di piazza Vittorio Emanuele II a Finale Marina, con tipiche facciate del XVII secolo con finestroni sovrapposti in tre ordini, in seguito rimaneggiati.
- Palazzo Buraggi, situato nell'omonimo piazzale a fronte mare. Edificato sul finire del XVI secolo presenta facciate spartite da allungate lesene e capitelli corinzi, questi ultimi in parte spariti dalla signorile facciata. Decorato nel suo interno, lungo lo scalone d'ingresso, da marmorei busti, il palazzo ospitò nel 1702 il sovrano Filippo V di Spagna. Un secondo palazzo, un tempo di proprietà della stessa casata Buraggi, sito in via Garibaldi, è oggi sede del Municipio cittadino.
- Palazzo Prasca, del XVIII secolo a Finale Marina, con decorazioni in stucco ed edicola votiva in marmo in facciata.
- Palazzi De Raymondi, Ghiglieri e Burone Lercari a Finale Marina.
- Teatro Camillo Sivori del 1868. Progettato dall'ingegnere Giorgio Finocchio e fortemente voluto dalla comunità di Finale Marina, alla sua costruzione parteciparono artisti come Antonio Brilla e Luigi Baroni con scenografie di Mario e Giuseppe Moscino e sipario del pittore Giovanni Quinzio. Con tre ordini di palchi e platea, per una capienza totale di 400 persone, fu in seguito dedicato a Camillo Sivori - allievo di Niccolò Paganini - che egli stesso inaugurò con un concerto il teatro. Chiuso al pubblico dal 1956 per inagibilità, la struttura attualmente è interessata ad un sostanzioso intervento restaurativo per una prossima riapertura.
- Arco a Margherita Teresa di Spagna. Situato presso il lungomare di Finale Marina, l'arco trionfale fu progettato su disegno dell'architetto finalese Sebastiano Bocciardo. Eretto nel 1666 testimonia il passaggio nel marchesato della figlia di Filippo IV di Spagna, Margherita Teresa, in viaggio verso Vienna per lo sposalizio con Leopoldo I d'Austria. L'arco fu voluto dall'allora governatore del Marchesato di Finale Diego Alverado, cavaliere al servizio della corona spagnola.
- Arco a Carlo Alberto di Savoia. Sito nella parte orientale di Finale Marina, in prossimità dell'oratorio dei Neri e di Castelfranco, la sua edificazione avvenne nel 1836 a ricordo del passaggio del sovrano del Regno di Sardegna nel Finalese diretto a Nizza e per celebrare l'apertura della nuova galleria sotto il promontorio di Caprazoppa.

### Architetture militari
- Castelfranco. Innalzato inizialmente dalla Repubblica di Genova nel 1365 in funzione anticarrettesca, venne modificato e circondato da altre fortezze, oggi demolite, dagli spagnoli nel XVII secolo.